# السفارة السعودية في أوغندا
سفارة المملكة العربية السعودية في جمهورية أوغندا، هي بعثة دبلوماسية سعودية تقع في العاصمة كمبالاويترأس  البعثة سفير خادم الحرمين الشريفين الأستاذ/محمد بن خليل فالوده العنوان: حي كلولو، شارع كولو هيل داريف  قطعة 7A .

## وصلات خارجية
- موقع سفارة المملكة العربية السعودية السعودية في أوغندا
- وزارة الخارجية السعودية (بالعربية)
- Ministry of Foreign Affairs of Kingdom of Saudi Arabia (بالإنجليزية)